# Steinbruch (OKL)
Steinbruch (OKL) – funkcjonujący w latach 1942–1943 kryptonim kwatery Dowództwa Floty Powietrznej Luftwaffe – (niem. Oberkommando der Luftwaffe) położonej ok. 30 km na północ od Winnicy (ukr. Вінниця), Ukraina, obok lotniska w Kalinówce (ukr. Калинiвка). Na obraz kwatery oprócz lotniska składało się ok. 10 standardowych drewnianych baraków, bunkier sztabowy typu „102 V”, stacja trafo, stacja generatorów, stacja pomp, oczyszczalnia ścieków i bocznica odstawcza dla pociągu specjalnego Göringa. Kwatera Steinbruch była elementem FHQ Werwolf.